# Yamanote và Shitamachi
Yamanote (山の手 (Sơn Chi Thủ)) và Shitamachi (下町 (Hạ Đinh)) là tục danh cho hai khu vực ở Tokyo, Nhật Bản. Yamanote chỉ khu thượng lưu, sung túc nằm về phía tây hoàng cung Tokyo. Dân Tokyo một thời nhìn nhận rằng Yamanote gồm Hongo, Kōjimachi, Koishikawa, Ushigome, Yotsuya, Akasaka, Aoyama và Azabu thuộc Bunkyō, (một phần) Chiyoda, Shinjuku, và Minato, song ngày nay nó lan đến Nakano, Suginami và Meguro. Shitamachi là tên gọi cho khu vực ngày nay là Adachi, Arakawa, (một phần) Chiyoda, Chūō, Edogawa, Kōtō, Sumida, và Taitō, tức phần đất thấp nằm cạnh và về phía đông sông Sumida.

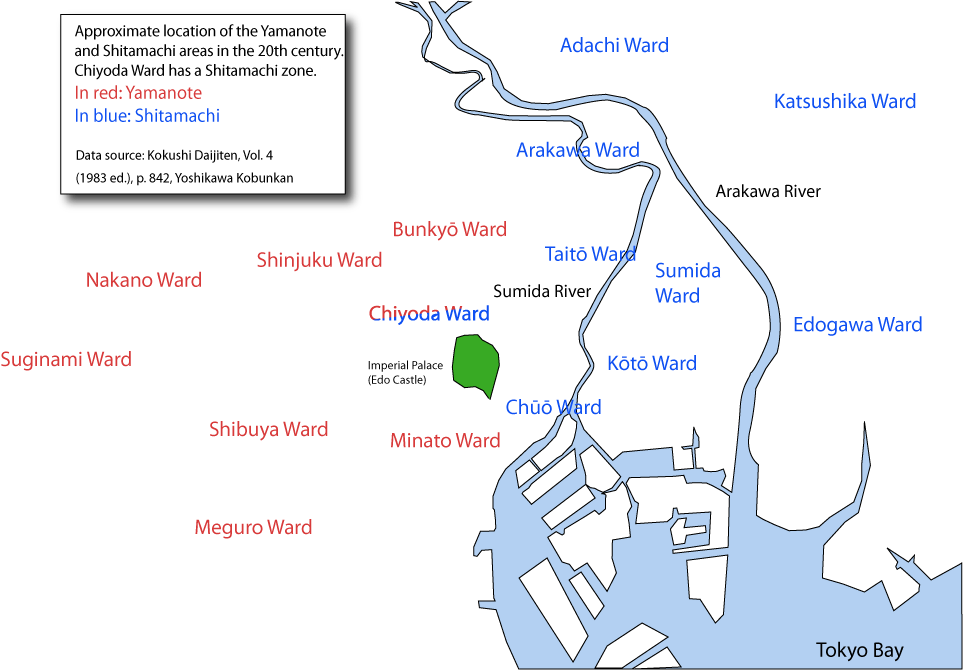
Yamanote và Shitamachi ngày nay. Địa danh khu Yamanote chữ đỏ còn Shitamachi chữ xanh.

Hai khu này trước giờ không có ranh giới rõ ràng, do sự khác biệt nằm ở văn hoá, giai cấp là chính, địa lý chỉ là phụ. Trong khi chư hầu tầng lớp chiến binh (hatamoto và gokenin) của Tokugawa sống trong khu Yamanote lắm gò đồi, người thuộc tầng lớp thấp hơn (lái buôn, nghệ nhân) sống tại vùng đất lầy kế biển. Sự phân hoá về cả giai cấp lẫn địa lý này hiển hiện qua hàng thế kỷ dù có đổi khác theo thời gian, cho tới tận ngày nay. Thật vậy, cặp địa danh này nay được dùng cả ở vùng ngoài Tokyo. "Yamanote" chỉ địa vị xã hội cao, còn "Shitamachi" chỉ tầng lớp thấp.
Hai khu Yamanote và Shitamachi mở rộng theo năm tháng, bản đồ trên chỉ cho biết phạm vi hiện nay.

## Lịch sử
Khi nhà Tokugawa chuyển kinh đô đến Edo, họ ban đất đai vùng đồi cho giới quý tộc quân phiệt, phần nào do tiết trời mùa hè nơi này mát mẻ. Trái lại, vùng đầm lầy quanh cửa sông Sumida và Tone, nằm về phía đông lâu đài, trở thành nơi cư ngụ cho lái buôn cùng thợ thủ công. Do đó, vào thời kỳ đầu, Tokyo (tên cũ là Edo) về địa lý và kinh tế chia ra hai nửa: khu Yamanote cho tầng lớp trên và Shitamachi cho thường dân. Dù cả hai chưa bao giờ là chính danh, chúng vẫn tồn tại trong lời ăn tiếng nói người dân.